# Marcha de la Lealtad

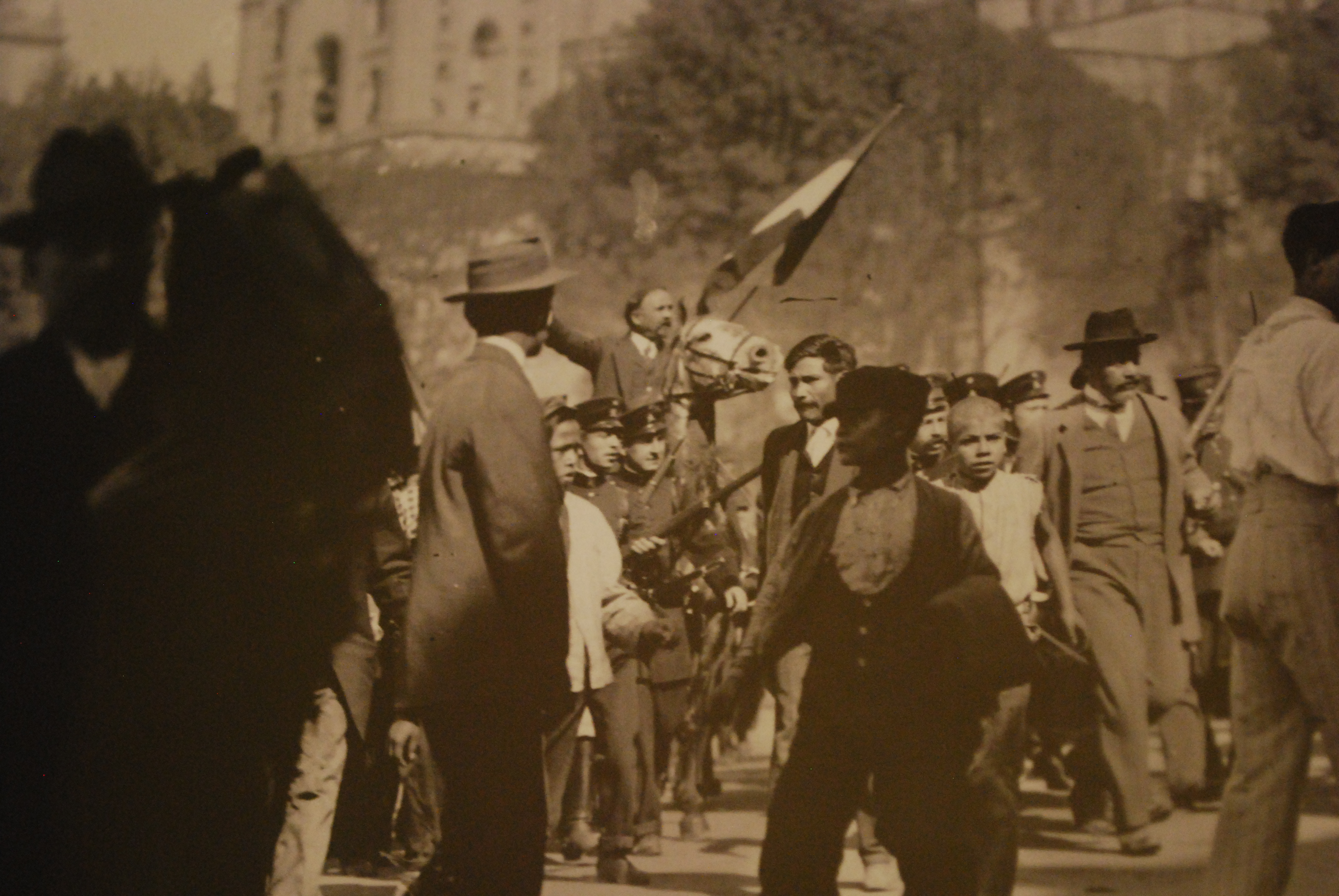
Francisco I. Madero durante la Marcha de la Lealtad

Se conoce como la Marcha de la Lealtad  al recorrido que realizó el presidente mexicano Francisco I. Madero, el 9 de febrero de 1913, del Castillo de Chapultepec al Palacio Nacional escoltado por los cadetes del Heroico Colegio Militar durante el inicio del golpe de Estado conocido como Decena Trágica.

## Marco histórico
En la madrugada del 9 de febrero de 1913 se inició una sublevación en la Ciudad de México con la intención de derrocar al presidente Francisco I. Madero. Los generales Manuel Mondragón, Félix Díaz y Bernardo Reyes, apoyados por los cadetes de la Escuela Militar de Aspirantes de Tlalpan y la tropa del cuartel de Tacubaya, tomaron por asalto el Palacio Nacional. El sitio fue rescatado por el general Lauro Villar. Durante la refriega murieron casi un centenar de civiles y soldados, entre ellos el general Bernardo Reyes. Los rebeldes, a pesar de contar con superioridad numérica, decidieron retirarse para refugiarse en La Ciudadela.
El presidente Madero, atento a los sucesos, fue informado por el ministro de Guerra Ángel García Peña que el Palacio había sido recuperado. Fue entonces cuando decidió iniciar la marcha hacia Plaza de la Constitución, se entrevistó con el director interino del Colegio Militar, teniente coronel Víctor Hernández Covarrubias y arengó a los cadetes para que lo acompañaran:

Ha ocurrido una sublevación y en ella la Escuela de Aspirantes, arrastrada por oficiales indignos de su uniforme, ha echado por tierra el honor de la juventud del ejército. Este error sólo puede enmendarlo otra parte de la juventud militar, y por eso vengo a ponerme en manos de este Colegio, cuyo apego a la disciplina y al deber no se ha desmentido nunca. Os invito a que me acompañéis en columna de honor hasta las puertas del Palacio, asaltado esta madrugada por los Aspirantes y sus oficiales y vuelto otra vez a poder del gobierno gracias a la energía del Comandante Militar de la Plaza, que ha sabido reducir el orden de los revoltosos.
Francisco I. Madero.

El presidente, montando a caballo, fue resguardado por trescientos cadetes, vestidos con su uniforme de gala, y por los miembros de la Gendarmería Montada que habían sido convocados por el gobernador del Distrito Federal, Federico González Garza. El trayecto de la marcha se efectuó por el Paseo de la Reforma y por la avenida Juárez. La caravana hizo una pausa deteniéndose en la Fotografía Daguerre debido a un proyectil disparado desde el edificio de la Mutua, hoy Banco de México. Al contingente se fueron uniendo Gustavo A. Madero, el secretario de Comunicaciones Manuel Bonilla, el secretario de Hacienda Ernesto Madero, y muchos civiles. Asimismo, el general Victoriano Huerta se hizo presente en el sitio. 
Debido a que Lauro Villar había resultado herido durante los acontecimientos, Huerta logró hacerse nombrar comandante de la plaza.
El capitán Federico Montes informó a Huerta de la captura del general rebelde y diputado federal Gregorio Ruiz, a continuación se giraron órdenes para su fusilamiento. Aunque algunos historiadores culpan de este hecho a Gustavo A. Madero, algunos otros consideran que Huerta, sabedor de que Ruiz conocía sus implicaciones con los sublevados, decidió silenciarlo para siempre. Huerta quiso fusilar a varios jóvenes aspirantes, pero Gustavo A. Madero y García Peña se opusieron debido a la juventud de los prisioneros.
Una vez en Palacio, Madero celebró una junta con sus secretarios. Se acordó llamar a los cuerpos rurales de Tlalpan y de San Juan Teotihuacán, al 38.° batallón de Chalco, y al 29.° batallón de Toluca, comandado por Aureliano Blanquet; el propio Madero se dirigió a Cuernavaca para solicitar el apoyo de la brigada del general Felipe Ángeles. Sin embargo, las acciones bélicas en torno a La Ciudadela continuaron, nueve días más tarde el golpe de Estado logró su fin, gracias a las traiciones perpetradas por los generales Huerta y Blanquet.

## Celebraciones
Cada 9 de febrero se conmemora esta marcha en el Heroico Colegio Militar para refrendar la lealtad de la institución al presidente de México.

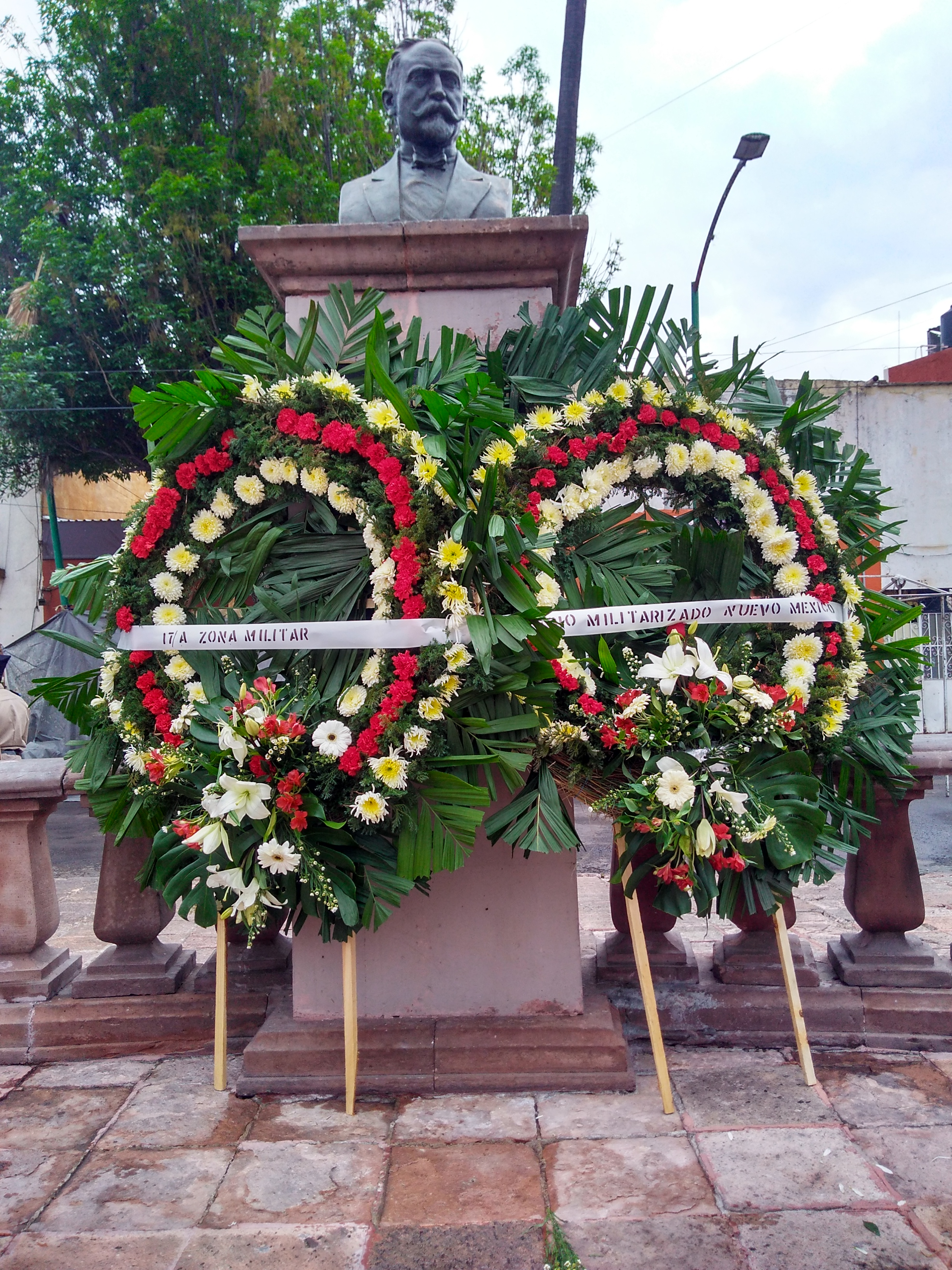
Conmemoración en el monumento a Madero, Querétaro